# Hussein Mazzek
Hussein Mazzek (1918 à Tacnis (en) en Libye - 12 mai 2006 à Benghazi), homme politique libyen.

## Biographie
Maziq était un descendant de la famille Haddouth de la tribu Barasa vivant en Cyrénaïque , en Libye . Haddouth, qui a donné son nom à la famille, avait déjà dirigé en 1822 les Barasa. Instantanément, son fils Abubakr, prit la direction de Barasa. En 1844, l’ empire ottoman le nomma Bey pour toutes les tribus Harabi (y compris Barasa et Ubaidat). Il s'était impliqué en 1860 dans la guerre Barasa-Ubaidat , mais il n'avait pas survécu avant de voir sa fin. Il s'installe à Benghazi et y meurt en 1870. Son fils Maziq hérite de la direction et de la gestion du conflit jusqu'à ce que les combattants conviennent de faire la paix en 1890.
Maziq (le grand-père de Hussein) demeura à la tête de Barasa jusqu'à sa mort, en 1909. Il avait laissé quatre fils: El Mabrouk (son héritier politique), Yousef (le père de Hussein), Bushdeig et Uroug, un poète folklorique.
Lorsque les Italiens envahirent la Libye en 1911, El Mabrouk mena les Barasa contre eux, à l'instar des chefs d'autres tribus. Il a été tué à la bataille de "Ain Bumansur" près de Derna en 1912. N'ayant pas eu d'enfants, Yousef est devenu le chef de Barasa.

### Carrière politique
- Gouverneur de La Cyrénaïque (mai 1952 - octobre 1961).
- Ministre des Affaires étrangères de Libye (janvier 1964 - mars 1965).
- Premier ministre du Libye (mars 1965 - juin 1967).